# Надарейшвили, Тамаз Владимерович
Тамаз Владимерович Надарейшвили (груз. თამაზ ვლადიმერის ძე ნადარეიშვილი; 19 июля 1954, Гагра, Абхазская АССР, Грузинская ССР, СССР — 31 августа 2004, Тбилиси, Грузия) — грузинский политик, который возглавлял Совет Министров Абхазии в изгнании, а также автор книг.

## Биография
Родился и вырос в г. Гагре, окончил исторический факультет Сухумского государственного университета в 1981 году, и начал свою жизнь как академический писатель.
Во время распада Советского Союза Надарейшвили стал участником движения Национальное освобождение Грузии. После войны в Абхазии, Надарейшвили был избран другими грузинскими беженцами главой правительства в изгнании Абхазии. В 1990-е годы он иногда работал в парламенте Грузии, продолжая получать поддержку от беженцев, которым помогал распределять правительственную помощь.
29 сентября 1991 года Тамаз Надареишвили из Гагрского избирателского округа № 17 баллотировался в депутаты XII созыва ВС Абхазской АССР. 1 декабря того же года входе повторных выборов был избран депутатом ВС Абхазской АССР,  где в августе 1993 года он стал председателем от прогрузинской фракции после раскола парламента (проабхазская фракция тем временем бежала в Гудауту).
В 1992—1994 годах был депутатом Государственного Совета Грузии, а в 1999—2004 годах депутатом парламента Грузии. Как глава Совета Надарейшвили громко поддержал военные действия по возвращению Абхазии. Утверждалось, что он участвовал в военизированных операциях на административной границе Абхазии и Грузии. Лесные братья под руководством Дато Шенгелии и Белый Легион при Зурабе Самушии предположительно были связаны с Верховным Советом.
Надарейшвили оставался нейтральным во время революции роз, которая свергла Эдуарда Шеварднадзе в пользу Михаила Саакашвили. Однако Надарейшвили вскоре столкнулся с собственным восстанием и ушёл в отставку в январе 2004 года после вотума недоверия от Верховного Совета. В 2000 году была издана его книга «Заговор против Грузии», которая в основном включает информацию об этнических чистках и геноциде грузинского населения в Абхазии.
Надарейшвили умер от сердечного приступа[уточнить] 31 августа 2004 года.